# Remicle
Als Remicle wird die teilweise fehlende oder stark reduzierte äußerste Handschwinge am Vogelflügel bezeichnet.

Über Funktion und Herkunft dieser Feder gibt es unterschiedliche Auffassungen. STEPHAN (1970) meint zu dieser Feder:

"Das Remicle sitzt als kleines steifes Federchen distal der äußeren, am Vortrieb des Vogels aktiv beteiligten Handschwinge an der Endphalanx des 2. Fingers."

Wird einerseits darin das Rudiment einer vormals am Vortrieb beteiligten Handschwinge gesehen, wird ihr andererseits eine aerodynamische Funktion zugeschrieben, die den von der Außenfahne der äußersten Handschwinge nicht erfassten basalen Bereich abdeckt. Zusammen mit den Handschwingen und Deckfedern dient das Remicle der Stabilisierung des Flügels während des Fluges.

Bei einigen Vogelgruppen ist das Remicle stets vorhanden: Lappentaucher (Podicipediformes), Seetaucher (Gaviformes), Röhrennasen (Procellariiformes), Ruderfüßer (Pelecaniformes), Reiher (Ardeidae), Ibisse (Threskiornithidae) und Flamingos (Phoenicopteriformes).

In anderen Gruppen fehlt es stets: Hühnervögel (Galliformes), Kuckucke (Cuculiformes), Papageien (Psittaciformes) und Nachtschwalben (Caprimulgiformes).

In den nicht genannten Gruppen ist das Remicle teilweise vorhanden, manchmal individuell unterschiedlich. 